# Proyecto de provincia del Río de la Plata
Se conoce como Provincia del Río de la Plata a un proyecto argentino, surgido durante la década de 1980, que establecía la creación de una nueva provincia en el Área Metropolitana de Buenos Aires, que incluiría a la ciudad de Buenos Aires y al conurbano bonaerense, separándolo de la provincia de Buenos Aires. 

## Historia

### Antecedentes
En 1900, hubo una propuesta del expresidente Carlos Pellegrini de crear una nueva provincia con cabecera en Bahía Blanca, la Provincia del Sudoeste de Buenos Aires. Aunque fue aprobada por el Senado no prosperó en la Cámara de Diputados.
En 1980, el abogado y economista Guillermo Laura, quien se desempeñaba en aquel momento como Secretario de Obras Públicas de la Municipalidad de la Ciudad de Buenos Aires, publica junto a Jaime Smart, el libro titulado La Provincia del Río de la Plata, donde proponen por primera vez la creación de este nuevo distrito.

### Proyecto de 1987
La idea de la formación de esta provincia fue tomada en 1986 por el presidente Raúl Alfonsín, quien la incluyó en el Plan para una Segunda República Argentina. En su discurso del 15 de abril de aquel año, ante el Consejo para la Consolidación de la Democracia, trasmitido por cadena nacional de radio y TV, Alfonsín dijo:

Como consecuencia del proyecto de traslado de la Capital Federal, deseo solicitar a este Consejo asesoramiento respecto a la conveniencia de crear una nueva provincia que comprenda la ciudad de Buenos Aires y partidos del Conurbano… esta enorme concentración urbana es imposible organizar en lo que se refiere a su ordenamiento físico y ambiental, a través de un frondoso conjunto de normas de origen municipal, provincial y nacional… perdiendo de vista el interés general y afectando a un conjunto, que, en la práctica, es un complejo urbano único y solidario físicamente, que se materializa y crece sin solución de continuidad.  (Raúl Alfonsín: 15/04/1986)

El Congreso de la Nación, en 1987, cuando sancionó la Ley 23.512 de Traslado de la Capital de la República, rechazó este proyecto y estableció en el artículo 6.º de dicha ley, la provincialización de la ciudad de Buenos Aires, antecedente de la actual autonomía de la ciudad:

La ciudad de Buenos Aires continuará siendo Capital de la República hasta cumplirse lo dispuesto en el art. 5º. A partir de ese momento la ciudad de Buenos Aires, con sus límites actuales, constituirá una nueva provincia, debiéndose convocar para su organización una Convención Constituyente (Art. 6º: Ley 23.512/87).

### Proyectos posteriores
En 2002, durante la campaña electoral a presidente de la Nación, Carlos Saúl Menem, propuso la creación de la Provincia Del Plata, formada por el AMBA: ciudad de Buenos Aires y el conurbano bonaerense. Este proyecto, así como el de Alfonsín, dejaba por fuera de esta división el resto del territorio bonaerense, que sin embargo también fue objeto de proyectos de fraccionamiento atento la desmesurada preeminencia que esta provincia tomaba respecto de las restantes.
El economista Lucas Llach, precandidato a vicepresidente del radicalismo en 2015 acompañando a Ernesto Sanz, propuso una división en Atlántica, Cien Chivilcoy y Tierra del Indio en la cual el área Metropolitana quedaba dividida.
En 2018, el profesor Marcelo Pazos publicó el libro Bajo Paraná, en el estudia la pertinencia de la creación de estas provincias en el área que denomina Bajo Paraná, contenida por el río Paraná, el Salado de Buenos Aires, el río Luján y el arroyo del Medio, a la vez que para restablecer equilibrios territoriales propone la regionalización. En cambio sostiene la unidad del AMBA contrariamente a lo propuesto por Llach y de Bullrich. En un artículo posterior ratifica este criterio, asumiendo que la divisoria podría establecerse por el curso del río Salado de Buenos Aires, volviendo a las raíces históricas del período monárquico.